# Вулька-Стронська
Вулька-Стронська (пол. Wólka Strońska) — село в Польщі, у гміні Реґнув Равського повіту Лодзинського воєводства.
Населення — 63 особи (2011).
У 1975-1998 роках село належало до Скерневицького воєводства.

## Демографія
Демографічна структура станом на 31 березня 2011 року:
|          | Загалом | Допрацездатний вік | Працездатний вік | Постпрацездатний вік |
| -------- | ------- | ------------------ | ---------------- | -------------------- |
| Чоловіки | 35      | 6                  | 21               | 8                    |
| Жінки    | 28      | 8                  | 11               | 9                    |
| Разом    | 63      | 14                 | 32               | 17                   |